# Boole-algebra (struktúra)
A matematikában, közelebbről az algebrában a Boole-algebra (vagy Boole-háló) az a kétműveletes algebrai struktúra (egy halmaz, az elemei között értelmezett két művelettel ellátva), amely a halmazműveletek, a logikai műveletek és az eseményalgebra műveleteinek közös tulajdonságaival rendelkezik. Matematikai szemszögből a Boole-algebra olyan {\displaystyle (A,\lor ,\land )} legalább kételemű egységelemes, zéruselemes háló, mely disztributív és komplementumos. Ez utóbbi tulajdonság azt jelenti, hogy az {\displaystyle A} halmaz minden a elemére teljesül, hogy létezik olyan {\displaystyle {\overline {a}}} elem, hogy:
{\displaystyle a\lor {\overline {a}}=1\quad {\text{illetve}}\quad a\land {\overline {a}}=0}
ahol 1 az egységelem, 0 a zéruselem, {\displaystyle {\overline {a}}}-t pedig az {\displaystyle a} komplementerének nevezzük.

Az háromelemű halmaz részhalmazainak Boole-algebrája irányított gráfként ábrázolva. Az reláció teszi relációs struktúrává

George Boole angol matematikus mutatott rá először arra, hogy az alábbi három terület közötti szoros algebrai jellegű kapcsolat áll fenn:
- egy tetszőleges H halmaz hatványhalmaza, a H részhalmazai közötti unió és metszet tulajdonsággal; az A részhalmaz komplementere a H azon elemei, melyek nincsenek benne A-ban
- az „igazságértékek” {\displaystyle \{0,1\}} halmaza, a logikai összeadás és a szorzás műveletével (mely rendre a „vagy” és az „és” szerepét tölti be); az {\displaystyle a} elem komplementere {\displaystyle \neg a}, az elem negációja
- a valószínűség-elmélet egy {\displaystyle \Omega } eseménytere, az események közötti összeg és szorzat műveletével; az {\displaystyle {\overline {A}}} komplementer az az esemény, hogy az {\displaystyle A} esemény nem következik be.

Mivel az igaz értéket bináris számokkal vagy logikai áramkörök feszültségszintjeivel is azonosíthatjuk, a párhuzam ezekre is fennáll. Így a Boole-algebra elmélete rengeteg gyakorlati alkalmazással bír a villamosmérnöki szakma és a számítógép-tudomány területén, valamint a matematikai logikában. Erről lásd még: Boole-algebra (informatika).
Minden Boole-algebra megfeleltethető egy relációs struktúrának az {\displaystyle a\leq b\Leftrightarrow a=a\land b} megfeleltetéssel. Ez a hálóelméleti definíció nyújt lehetőséget a Boole-algebra általánosítására. Ez a Heyting-algebra, mely nem tartalmazza azt a megkötést, hogy egy kijelentésnek mindenképpen igaznak vagy hamisnak kell lennie (lásd a fenti komplementer azonosságot). Míg a Boole-algebra a klasszikus propozicionális logika algebrai interpretációjának tekinthető, addig a Heyting-algebra az intuicionista logika algebrai interpretációját adja.

## Története
A „Boole-algebrát” George Boole (1815–1864) tiszteletére nevezték el, aki autodidakta angol matematikus volt. A logika algebrai rendszerét 1854-es monográfiájában, A gondolkodás törvényeiben (The Laws of Thought) fogalmazta meg. Ez különbözött a fent leírttól pár fontos pontban. Például a konjunkció és a diszjunkció számára nem egy duális operátorpár volt. A Boole-algebra 1860-ban jött létre William Jevons és Charles Peirce cikkeiben. Ernst Schröder 1890-es Vorlesungenjének idejére már rendelkeztünk a Boole-algebra és a disztributív hálók első rendszerezett bemutatásával. Angol nyelvterületen a Boole-algebra első kiterjedt tárgyalása Alfred North Whitehead 1898-ban írt Univerzális algebra (Universal Algebra) című műve volt. A Boole-algebrának az első axiomatikus algebrai struktúraként történő tárgyalása Edward Vermilye Huntington 1904-es dolgozatával kezdődött meg. Komoly matematikává Marshall Stone 1930-as években végzett munkájával és Garrett Birkhoff 1940-es Hálóelmélet (Lattice Theory) című művével vált. Az 1960-as években Paul Cohen, Dana Scott és mások mélyenszántó új eredményeket találtak a matematikai logika és az axiomatikus halmazelmélet területén a Boole-algebra ágainak használatával, név szerint a forszolással és a Boole-értékű modellekkel.

## Axiomatizálása
1933-ban Edward Vermilye Huntington amerikai matematikus (1874–1952) egy elegáns axiómarendszert dolgozott ki a Boole-algebrák számára. Ehhez két alapműveletre volt szüksége, a {\displaystyle +} két változós és az {\displaystyle n()} egy változós műveletre, ami a komplementert adja vissza. A Boole-algebra eleget tesz a következő követelményeknek.
1. kommutativitás: {\displaystyle x+y=y+x}.
2. asszociativitás: {\displaystyle (x+y)+z=x+(y+z)}.
3. Huntington-egyenlőség: {\displaystyle n(n(x)+y)+n(n(x)+n(y))=x}.

Herbert Robbins az utolsó egyenlőséget a duálisával helyettesítette:
4. Robbins-egyenlet: {\displaystyle n(n(x+y)+n(x+n(y)))=x}
Évtizedekig nyitott kérdés volt, hogy az 1., 2., és a 4. axióma együtt szintén Boole-algebrát ad-e. A sejtést csak 1996-ban sikerült bebizonyítani.
A Robbins-sejtés évtizedeken át nyitott maradt, és Alfred Tarski és köre kedvenc témájává vált. 1996-ban William McCune igazolta Larry Wos, Steve Winker, és Bob Veroff eredményeinek felhasználásával. Dahn egyszerűsítette a bizonyítást.

## Részletes definíció
A Boole-algebra tehát egy {\displaystyle A} halmaz, melynek van legalább két eleme, az 1 és a 0, ellátva a kétváltozós {\displaystyle \lor } (szóban: „vagy”) és {\displaystyle \land } (szóban „és”) művelettel, továbbá a {\displaystyle {\overline {x}}} (szóban: „felülvonás”, „tagadás”), avagy más jelöléssel: {\displaystyle \lnot x} (szóban: „komplemens”, „ellentett”) egyváltozós művelettel, melyet komplementerképzésnek nevezünk és melyekre a következő művelet azonosságok teljesülnek:
| {\displaystyle a\lor (b\lor c)=(a\lor b)\lor c}           | {\displaystyle a\land (b\land c)=(a\land b)\land c}        | asszociatív           |
| {\displaystyle a\lor b=b\lor a}                           | {\displaystyle a\land b=b\land a}                          | kommutatív            |
| {\displaystyle a\lor (a\land b)=a}                        | {\displaystyle a\land (a\lor b)=a}                         | elnyelési tulajdonság |
| {\displaystyle a\lor (b\land c)=(a\lor b)\land (a\lor c)} | {\displaystyle a\land (b\lor c)=(a\land b)\lor (a\land c)} | disztributív          |
| {\displaystyle a\lor {\overline {a}}=1}                   | {\displaystyle a\land {\overline {a}}=0}                   | komplementerképzés    |
Mindezekből következnek további tulajdonságok is:
| {\displaystyle a\lor a=a}                                                  | {\displaystyle a\land a=a}                                                 | idempotencia                 |
| {\displaystyle a\lor 0=a}                                                  | {\displaystyle a\land 1=a}                                                 | korlátosság                  |
| {\displaystyle a\lor 1=1}                                                  | {\displaystyle a\land 0=0}                                                 | korlátosság                  |
| {\displaystyle {\overline {0}}=1}                                          | {\displaystyle {\overline {1}}=0}                                          | 0 és 1 egymás komplementerei |
| {\displaystyle {\overline {a\lor b}}={\overline {a}}\land {\overline {b}}} | {\displaystyle {\overline {a\land b}}={\overline {a}}\lor {\overline {b}}} | de Morgan-azonosságok        |
| {\displaystyle {\overline {\overline {a}}}=a}                              |                                                                            |                              |

## Példák

### Kételemű Boole-algebra
A legegyszerűbb Boole-algebra csak az 1 és a 0 elemeket tartalmazza. Ez megfelel az igazságértékekkel végzett műveletek algebrájának. A műveleti táblák ekkor a műveletek explicit definícióját adják:
| {\displaystyle \land } | 0 | 1 |
| ---------------------- | - | - |
| 0                      | 0 | 0 |
| 1                      | 0 | 1 |

| {\displaystyle \lor } | 0 | 1 |
| --------------------- | - | - |
| 0                     | 0 | 1 |
| 1                     | 1 | 1 |

| {\displaystyle a}       | 0 | 1 |
| ----------------------- | - | - |
| {\displaystyle \lnot a} | 1 | 0 |

### Halmazműveletek
Ha megadunk egy H halmazt (vagy egy C osztályt – ahogy eredetileg Boole), akkor ennek részhalmazai Boole-algebrát alkotnak a következő műveletkiosztással:
{\displaystyle \lor :=\cup } (unió)
{\displaystyle \land :=\cap } (metszet)
komplemeter: az alaphalmazból való halmazkivonás művelete
Ebben az interpretációban 1 megfelel az alaphalmaznak, 0 az üres halmaznak.
Szintén Boole-algebra a H alaphalmaz véges és ko-véges részhalmazainak rendszere.

### Egyéb példák
- Legyen H egy teljesen rendezett halmaz, és vegyük a legszűkebb, az {\displaystyle [a,b)} félig nyílt intervallumokat tartalmazó algebrát ({\displaystyle a\in H}, {\displaystyle b\in H} vagy {\displaystyle b=\infty }). Az így kapott Boole-algebrák az intervallumalgebrák; minden megszámlálható Boole-algebra izomorf egy intervallumalgebrával.
- Egy n természetes számra n pozitív osztói disztributív hálót adnak, ha a rendezés az oszthatóság, a metszet a legnagyobb közös osztó, az egyesítés a legkisebb közös többszörös képzése. Ebben a hálóban a legkisebb elem az 1, a legnagyobb elem n. Ez a háló akkor és csak akkor Boole-algebra, ha n négyzetmentes.
- Legyen X topologikus tér. Ekkor X összes olyan részhalmaza, ami nyílt és zárt is, Boole-algebrát alkot. A műveletek: {\displaystyle \lor :=\cup } egyesítés, és {\displaystyle \land :=\cap } metszet.
- Legyen R gyűrű, és vegyük a centrális idempotens elemeket:

{\displaystyle A=\{e\in R:\ e^{2}=e,\ ex=xe,\ \forall x\in R\}}
Ekkor A Boole-algebra lesz a {\displaystyle e\lor f:=e+f-ef} és az {\displaystyle e\land f:=ef} műveletekkel.

## Boole-halmazalgebra
Amennyiben A halmaz, B az A bizonyos részhalmazainak halmaza, akkor abban az esetben mondjuk, hogy az {\displaystyle (B,\cup ,\cap ,/_{A},A,0)} struktúra Boole-halmazalgebra, ha B zárt a {\displaystyle \cup ,\cap ,/_{A}} halmazműveletekre, az üres halmaz (0) és A eleme B-nek.
Stone tétele szerint minden (absztrakt) Boole-algebra izomorf egy Boole-halmazalgebrával.
Ez azt is jelenti, hogy a Boole-halmazalgebrák {\displaystyle {\mathsf {BsA}}} osztályát végesen axiomatizálják a Boole-algebrák {\displaystyle {\mathsf {BA}}} osztályát definiáló egyenletek.

## Logikai áramkörök
A logikai műveleteket elektromos kapcsolásokként (kapuáramkörökként) is értelmezhetjük. A logikai függvényeket így kapuáramkörök kombinálásával is felírhatjuk. Az ÉS, VAGY és NEGÁLT műveletek soros és párhuzamos kapcsolásnak, valamint invertereknek felelnek meg.

## Homomorfizmusok és izomorfizmusok
Ha A és B két Boole-algebra, akkor az {\displaystyle f:\ A\rightarrow B} függvény homomorfizmus {\displaystyle A} és {\displaystyle B} között, ha {\displaystyle \forall a,b\in A}-ra:
{\displaystyle f(a\lor b)=f(a)\lor f(b)}
{\displaystyle f(a\land b)=f(a)\land f(b)}
{\displaystyle f(0)=0\,}
{\displaystyle f(1)=1.\,}
Következik, hogy {\displaystyle f({\neg }a)={\neg }f(a)} minden {\displaystyle a\in A}-ra. A Boole-algebrák osztálya ezekkel a morfizmusokkal teljes alkategóriát alkotnak a hálók kategóriájában.

## Boole gyűrűk, ideálok és szűrők
Ha {\displaystyle (A,\land ,\lor )} Boole-algebra, akkor ad egy {\displaystyle (A,+,*)} gyűrűt a metszésre, mint szorzásra, és a szimmetrikus differenciára, mint összeadásra nézve. Ahol is a szimmetrikus differencia:
{\displaystyle a+b=(a\land {\neg }b)\lor (b\land {\neg }a)}.
ugyanezt a műveletet a logika nyelvén kizáró vagynak nevezik.
Ebben a gyűrűben a Boole-algebra 0 eleme neutrális elem, és a Boole-algebra 1 eleme a gyűrű egységeleme. Ebben a gyűrűben minden {\displaystyle a} elemre {\displaystyle a*a=a}; az ilyen tulajdonságú gyűrűk a Boole-gyűrűk.
Megfordítva, ha adva van az {\displaystyle A} Boole-gyűrű, akkor Boole-algebrához jutunk a {\displaystyle x\lor y=x+y+xy} és a {\displaystyle x\land y=xy} műveletekkel. Ez a két átalakítás egymás inverze, ezért {\displaystyle f:\ A\rightarrow B} akkor és csak akkor homomorfizmusa a Boole-algebrán, ha a Boole-gyűrűn is homomorfizmus. A Boole-gyűrűk és a Boole-algebrák kategóriái ekvivalensek.
Egy A Boole-algebrának ideálja az {\displaystyle I} halmaz, ha minden {\displaystyle x,y\in I}-re {\displaystyle x\lor y} szintén {\displaystyle I}-ben van, és minden {\displaystyle a\in A}-ra {\displaystyle a\land x} is {\displaystyle I}-ben van. Ez megfelel az A Boole-gyűrű ideáljainak. Egy {\displaystyle I} ideál prímideál, ha {\displaystyle I\neq A} és ha {\displaystyle (a\land b)\in I}, akkor a vagy b I-beli. Egy {\displaystyle I\neq A} ideál maximális, ha nincs nála nagyobb {\displaystyle J\neq A} ideál, ami tartalmazza. Az algebrában és a gyűrűben ugyanazok a részhalmazok prímideálok, vagy maximális ideálok.
Az ideálok duálisai a szűrők. Egy {\displaystyle A}-val jelölt Boole-algebrában {\displaystyle p} szűrő, ha minden {\displaystyle x,y\in p}-re {\displaystyle x\land y} is {\displaystyle p}-beli, és minden {\displaystyle a\in A}-ra {\displaystyle a\lor x} szintén {\displaystyle p}-beli.

## Reprezentációi
Megmutatható, hogy minden véges Boole-algebra izomorf egy teljes halmazalgebrával. Ezért egy Boole-algebra elemszáma vagy kettőhatvány, vagy végtelen.
M. H. Stone híres tétele azt állítja, hogy minden Boole-algebra izomorf egy Hausdorff-tér összes nyílt-zárt halmazának Boole-algebrájával.

## Általánosításai
Az egységelem követelményének elejtése az általános Boole-algebrákhoz vezet. Képletekkel:
A {\displaystyle B} disztributív háló általános Boole-háló, ha van egy 0 legkisebb eleme, és {\displaystyle \forall a,b\in B\ (a\leq b)}-re van egy {\displaystyle x} elem, hogy {\displaystyle a\land x=0} és {\displaystyle a\lor x=b}. Ha most {\displaystyle a\setminus b} az az {\displaystyle x}, amire {\displaystyle (a\land b)\lor x=a} és {\displaystyle (a\land b)\land x=0}, a {\displaystyle (B,\land ,\lor ,\setminus ,0)} struktúrát általános Boole-hálónak nevezzük, míg {\displaystyle (B,\lor ,0)} általános Boole-félháló. Az általános Boole-hálók éppen a Boole-hálók ideáljai.
A disztributivitás követelményének elejtésével az ortokomplementumos hálókhoz jutunk. Az ilyen hálók természetes módon adódnak a kvantumlogikában, mint szeparábilis Hilbert-terek zárt részhalmazainak hálói.

## Fordítás
- Ez a szócikk részben vagy egészben  a   Boolean algebra (structure) című angol Wikipédia-szócikk fordításán alapul.  Az eredeti cikk szerkesztőit annak laptörténete sorolja fel. Ez a jelzés csupán a megfogalmazás eredetét és a szerzői jogokat jelzi, nem szolgál a cikkben szereplő információk forrásmegjelöléseként.